# Projecção de Haworth

Projecção de Haworth das estruturas da α-D-glicopiranose e da α-L-glicopiranose

Os átomos que formam o anel (carbonos e oxigénio) estão teoricamente num mesmo plano e os outros substitutos (H, OH e o último carbono CH_{2}OH) estão por cima ou por debaixo do plano. Neste caso foram representados todos os átomos, mas na projecão de Haworth omitiram-se os carbonos do anel e os hidrógenos.

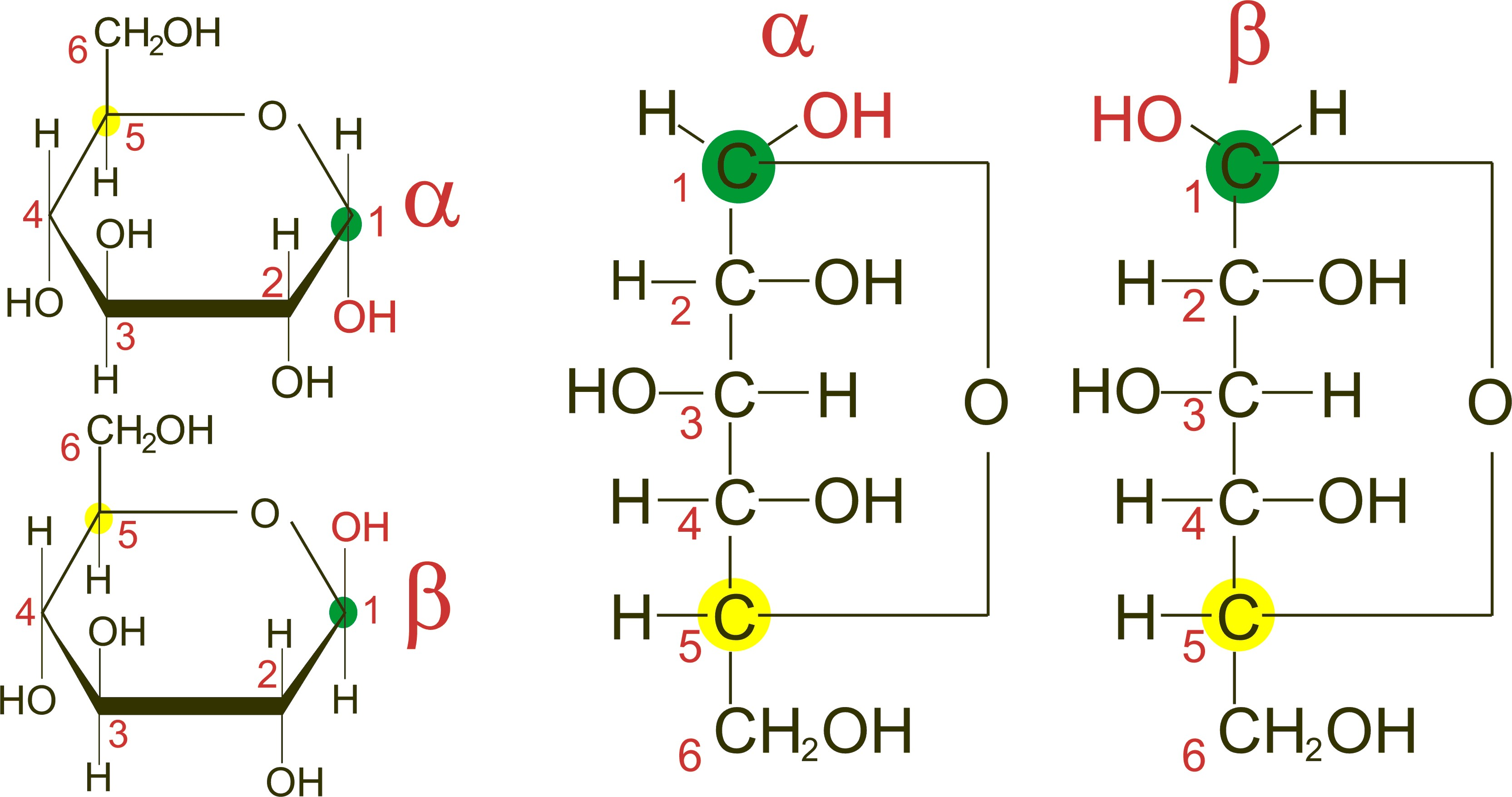
Comparação entre as representações de Fischer e Haworth dos anômeros alfa e beta da D-glicopiranose.

Em química, uma projecção de Haworth é uma maneira comum de escrever uma fórmula estrutural para representar a estrutura cíclica dos monossacarídeos com uma perspectiva tridimensional simples. Colocam-se os carbonos e o oxigénio que formam o anel do monossacarídeo ciclado num plano e os demais substitutos por cima ou por debaixo do plano. A projeção de Haworth representa melhor de forma aproximada as formas da molécula real no caso das furanoses —as quais são realmente quase planas— do que no das piranoses, que em solução estão na conformação quadril e não teriam todos os carbonos do anel num plano. Em química orgânica e especialmente em bioquímica são as áreas da química que máis utilizam a protecção de Haworth.
A projecção de Haworth recebe o seu nome pelo científico britânico Norman Haworth.
Uma protecção de Haworth tem as seguintes características:
- O carbono é o tipo de átomo implícito localizado nos vértices, mas não representado. No primeiro exemplo da direita, os átomos numerados de 1 a 6 são todos átomos de carbono. O carbono 1 é designado por carbono anomérico.
- Os átomos de hidrogénio ligados a carbonos também estão implícitos e não estão representados. No exemplo, os átomos 1 a 6 possuem átomos de hidrogénio extra não representados, em número suficiente para completar as quatro valências de carbono que ficaram livres.
- No anel, uma linha mais grossa indica que os átomos estão mais próximos do observador. No exemplo da direita, os átomos 2 e 3 (e os seus grupos OH correspondentes) estão mais próximos do observador. Os átomos 1 e 4 estão mais afastados do observador. O átomo 5 e os outros átomos são os que estão mais afastados.
- Os grupos abaixo do plano do anel nas projecções de Haworth correspondem aos da direita na projecção de Fischer, e os acima estavam à esquerda. No entanto, a posição dos substituintes no primeiro dos carbonos unidos ao oxigénio do anel determina o anómero alfa e beta.

### Outros artigos
- Fórmula esquelética
- Projecção de Natta
- Projecção de Newman